# La Gaceta Regional de Salamanca
La Gaceta Regional de Salamanca es un periódico provincial de información general y publicación diaria, conocida como «La Gaceta de Salamanca» (o simplemente como «La Gaceta» dentro de la provincia salmantina), que nació en la ciudad de Salamanca en agosto de 1920. Su precio actual es de 1,70 euros. Pertenece al Grupo Promotor Salmantino, S.A. (Gruposa, S.A.) desde el año 1984 y se imprime diariamente en las instalaciones de la empresa Calprint en Medina del Campo (Valladolid). Actualmente, han visto la luz unas 30 000 ediciones.

## Origen
El 20 de agosto de 1920 sale su primer número, el cual será vespertino (15:30 h.) y tendrá una tirada de 3000 ejemplares al precio de 10 céntimos de peseta. El primer edificio donde comenzó a imprimirse La Gaceta fue la iglesia de San Isidoro, hasta el traslado a un local situado en el número 4 de la calle Padilleros, en 1923. La Gaceta, en el momento de su formación, era dirigida por Buenaventura Benito y editada por Editorial Salmantina, S.A. Sus principales impulsores eran José María Gil-Robles, José Cimas Leal (director durante el primer bienio de la II República) y especialmente Matías Blanco Cobaleda, propietario con la mayor parte de las 150 000 pesetas en acciones. El banquero Matías Blanco heredó en 1911 la banca de Florencio Rodríguez-Vega Bufín, la primera privada de la ciudad de Salamanca. Dicha banca adoptaría en 1914 su nombre y apellidos y, ya en 1957, se transformaría en el Banco de Salamanca. De Blanco Cobaleda, director por algún tiempo, destaca su pronunciado ideario católico.
En un comienzo, el periódico contaba con una edición matutina y otra vespertina. Su lema era «El diario que cuenta con mayor cantidad de información en la provincia de Salamanca», mientras que su competencia en la ciudad era El Adelanto, el cual podía presumir de tener una mayor tirada pero, ciertamente, incluía mucho ideario y menos noticias que La Gaceta.[cita requerida]

## Etapas y directores
El diario, conservador, católico y contrario a la República, apoyó en 1931 a la Confederación Católica Agraria (CNCA, neonata y antagónica a la entonces veterana Liga de Agricultores) en su lucha contra la política reformista del gobierno provisional republicano. La CNCA, presidida por Lamamié de Clairac y cuyo secretario era José María Gil-Robles, rechazaba lo que consideraba una intromisión de la clase política. En la convocatoria de Asamblea (para el 10 de junio de ese mismo año) publicada en La Gaceta Regional, se acusaba a los llamados «intelectuales de ciudad» de romper «la armonía que los patronos y los obreros agrícolas» habían tenido «siempre». Cabe destacar que el sector agrícola en Salamanca siempre ha sabido organizarse muy bien a nivel mediático. Sin ir más lejos, en 1873 nació el semanario La Revista del Círculo Agrícola.
Precisamente, en 1933, el político José María Gil-Robles, cabeza de lista de la CEDA, pasa a hacerse cargo de la dirección del periódico, con lo que el diario, que ya estaba cercano a los círculos conservadores, se politiza más. El periódico acababa de ser comprado por el Bloque Agrario Salmantino. Antes, en 1932, la publicación no pudo salir durante unos días por orden gubernamental, ya que su posicionamiento tras el conflicto de agosto conocido como la Sanjurjada le pasó factura al fracasar el General Sanjurjo en Madrid, en su particular rebelión contra el gobierno.
Cuando se produjo el golpe de Estado de julio de 1936, La Gaceta, siguiendo su línea política, tituló con grandes letras el día 21 de julio: «Se ha producido un patriótico levantamiento de fuerzas militares en toda España». 
Durante la Guerra Civil, la ciudad de Salamanca permaneció siempre en territorio controlado por las tropas del bando sublevado. El periódico fue dirigido por el falangista Juan Aparicio López, que ya había pertenecido al grupo fascista de La Conquista del Estado y después militado en las JONS. Ernesto Giménez Caballero —cuando accedió al puesto oficioso de encargado de la propaganda, a las órdenes del general Millán Astray— conocía ya a Juan Aparicio desde los años de su dirección de La Gaceta Literaria y lo llamó a Salamanda para que se hiciera cargo de la dirección de La Gaceta Regional. «Con ese periódico de Salamanca —recordaría en sus memorias haberle dicho Giménez a Millán Astray— y El Adelanto por lo menos el Caudillo leerá las noticias... que el propio Franco nos proporcione».
Tras la guerra el nuevo director del periódico será Francisco Bravo Martínez, fundador de la Falange salmantina y alcalde de Salamanca a principios de los años 40, quien será el director del periódico hasta su muerte acaecida en 1968. Bravo fue un reconocido y «ferviente admirador de Hitler y Mussolini» e impulsor del Bloque Agrario Salmantino, así como Secretario de la Federación Gremial. Por estos años la redacción se encontraba en una vieja edificación de la Plaza de la Fuente, una fábrica de una única planta. Fue durante la dirección de Francisco Bravo cuando en 1956 falleció Matías Blanco Cobaleda y el periódico pasó a formar parte en la Prensa y Radio del Movimiento, por mediación del general auditor de Cataluña José Luis Taboada García, pasando a depender del Estado. De esta forma durante la dictadura franquista el periódico pertenece al estado a través de la empresa Prensa del Movimiento.
En 1968 el periódico vive una renovación con la llegada de Jesús Prado a la dirección, gracias sobre todo a un mayor presupuesto que permitió ampliar las páginas del periódico, y con ello los contenidos. Junto a él se incorporó también como redactor jefe procedente ambos de "Hierro" de Bilbao. -Nicolás Dorado-, que firmaba crónicas sobre caza bajo el pseudónimo «El Guarda Mayor», Prado formó parte también de Información de Alicante y Grupo Moll. En 1971 asume la dirección del periódico Nicolás Dorado de las Heras, desde su antiguo puesto de redactor jefe. Nicolás Dorado, permanecería en el cargo hasta su trágica muerte en accidente de automóvil el 30 de octubre de 1981, con tan solo 42 años. Durante estos años el periódico se traslada en 1973 a un edificio nuevo, obra del arquitecto Fernando Población del Castillo, y siguiendo su pasión por la caza que reflejaba literariamente en las crónicas del Guarda Mayor, Nicolás haría famosa su sección de "el gato y la liebre" donde con gran ironía retrataría la actualidad política escondida tras sus relatos cinegéticos.
En la etapa de la Transición, los diarios de propiedad estatal se venden o se cierran, y La Gaceta es comprada por un grupo de empresarios salmantinos que nació de forma expresa para esto, el Grupo Promotor Salmantino, S.A. (Gruposa, S.A.) en 1984. Iñigo Domínguez de Calatayud (ABC, La Voz de Avilés y Diario de León) fue nombrado director. 
En su fase más reciente y bajo la dirección de Íñigo Domínguez de Calatayud, el diario se instaló en su sede actual, en la avenida de los Cipreses n.º 81. Se trata de un edificio de unos 2000 metros cuadrados con un salón de actos incluido para dar cabida a los actos de la «Fundación Gaceta Regional».

## Lugar a equívocos
En 1725 existió una publicación llamada Gazeta de Salamanca, cuyo único número conservado data del 16 de enero de ese mismo año y contenía noticias religiosas. También en 1814 apareció un periódico con ese nombre, dirigido por Francisco Prieto Torres.

## Secciones
Portada, Salamanca, Opinión, Agenda, Servicios, Provincia, Toros, Campo, Nacional (principalmente política), Economía, Extranjero, Sociedad, Deportes, Sucesos, Cartelera, Televisión, El tiempo.

## Monográficos
- Lunes: Cuadernillo de deportes
- Martes: Campo y La Gaceta de los Cracks (fútbol base)
- Miércoles: Cuadernillo de toros
- Jueves: La Gaceta Escolar
- Domingos: Suplemento dominical "MUY Salmantino" y revista Pronto (el primer domingo de cada mes incluye "Gente de Salamanca”)

## Directores
- 1920: Buenaventura Benito
- 1920: Fernando Íscar Peyra
- 1921: Buenaventura Benito
- 1921: Francisco Sastre
- 1922: Enrique LaGasca
- 1923: Pablo Sánchez Enciso
- 1924: José Cimas Leal
- 1924: Nicolás García Carrasco
- 1928: Manuel García Blanco
- 1931: Domingo Sánchez Hernández
- 1932: Ángel Regueras Galende
- 1932: José Cimas Leal
- 1933: Eduardo Jiménez del Rey
- 1937: Juan Aparicio López
- 1941: Francisco Bravo Martínez
- 1969: Jesús Prado Sánchez
- 1973: Nicolás Dorado de las Heras
- 1981: Teófilo Gutiérrez Gallego
- 1983: José Luis Vicente Mosquete
- 1984: Íñigo Domínguez de Calatayud
- 1988: Alfredo Blasco Nuin
- 1988: Íñigo Domínguez de Calatayud
- 2008: Julián Ballestero Chillón

## Editores
- 1920: Editorial Salmantina
- 1924: Sucesor de Editorial Salmantina
- 1931: Editorial Castellana
- 1957: Prensa y Radio del Movimiento
- 1984: Grupo Promotor Salmantino, S.A.

## Números conservados
- 1920: septiembre-diciembre;
- 1921-1966: todos, excepto diciembre de 1966;
- 1967-1969: al completo;
- 1970: faltan abril y junio;
- 1972-1980: al completo, excepto noviembre y diciembre de 1976;
- 1980-2012: al completo. Localizados en la Biblioteca de la Universidad de Salamanca.